# Love Is Blind (série télévisée)
Pour l’article homonyme, voir Love Is Blind.
Love Is Blind est une émission de dating c'est-à-dire une émission où des célibataires ont des rendez-vous avec différents prétendant(e)s pour trouver l'amour, (c'est la première émission de rencontre lancée par la plateforme), produite par Kinetic Content et créée par Chris Coelen. La première sur Netflix a eu lieu le 13 février 2020, la diffusion de la série à duré trois semaines. L'émission a été comparée aux émissions anglophones Married at First Sight, (édition américaine de Mariés au premier regard) et a aussi été comparée à l’émission The Bachelor, (édition américaine du Bachelor, le gentleman célibataire). Un total de dix épisodes a été réalisé, en plus un épisode spécial "Retrouvailles" a été publié le 5 mars 2020 sur Netflix et Youtube.
Netflix a annoncé le renouvellement de la série pour une saison deux et une saison trois le 24 mars 2020.
La série a été adaptée en trois versions internationales : Love Is Blind : Brésil, Love Is Blind : Japon  et Love Is Blind : Suède. Netflix a également annoncé des versions aux Émirats Arabes Unis, au Mexique et au Royaume-Uni.

## Déroulement
La série suit une trentaine d'hommes et de femmes espérant trouver l'amour. Pendant dix jours dans un format de speed dating, les hommes et les femmes se fréquentent dans différentes "capsules" où ils peuvent se parler, mais ne peuvent pas se voir. Quand les célibataires se sentent prêts ils peuvent se demander en mariage. Après la proposition, et en se rencontrant pour la première fois, les couples fiancés se sont rendus à Playa del Carmen, au Mexique. Au cours de ce voyage, ils ont passé du temps à connaître leurs partenaires et ont pu rencontrer les autres couples participant à l'expérience.
Après le voyage, les couples fiancés ont déménagé dans le même complexe d'appartements à Atlanta. Pendant qu'ils étaient dans les appartements, ils ont tous rencontré les familles de leurs partenaires et ont pu découvrir le milieu de vie de leurs partenaires. Le jour du mariage, les fiancés et leurs familles se rendent à la cérémonie du mariage et doivent prendre leurs décisions finales, se marier ou se séparer pour toujours, leurs réponses répond donc à la question «L'amour est-il aveugle ?»

## Résumé des saisons
| Couples                           | Marié | Toujours ensemble | À noter |
| --------------------------------- | ----- | ----------------- | --- |
| Lauren Speed et Cameron Hamilton  | Oui   | Oui               | Les deux se sont mariés en novembre 2018, lors du tournage de la première saison de Love is Blind. Le couple est toujours ensemble en mars 2025. |
| Amber Pike et Matthew Barnett     | Oui   | Oui               | Les deux se sont mariés en novembre 2018, lors du tournage de la première saison de Love is Blind. Le couple est toujours ensemble en mars 2025. |
| Gianinna Gibelli et Damian Powers | Non   | Non               | Bien que le couple se soit fiancé pendant l'émission, ils se sont séparés le jour de leur mariage. Lors de l'épisode spécial "retrouvailles", il a été révélé que les deux étaient de nouveau ensemble, mais dans le dernier épisode spécial ils se sont séparés.                                                        |
| Jessica Batten et Mark Cuevas     | Non   | Non               | Bien que le couple se soit fiancé pendant l'émission, ils se sont séparés le jour de leur mariage. |
| Kelly Chase et Kenny Barnes       | Non   | Non               | Bien que le couple se soit fiancé pendant l'émission, ils se sont séparés le jour de leur mariage. Lors de l'épisode spécial "retrouvailles", il a été révélé que Kenny avait (lors du tournage de l'épisode) une relation avec une femme.                                                                               |
| Diamond Jack et Carlton Morton    | Non   | Non               | Bien que le couple se soit fiancé pendant l'émission, leur relation a implosé après une forte dispute lors du voyage du couple à Playa del Carmen, Mexique, ils se sont disputés à propos de la bisexualité de Carlton, de son manque de communication et des commentaires désobligeants de Carlton à propos de Diamond. |

## Participants vus dans l'émission
| Nom                  | Âge | Métier                                      | Ville d'origine       | Statut de la relation    |
| -------------------- | --- | ------------------------------------------- | --------------------- | ------------------------ |
| Lauren Speed         | 32  | Créatrice de contenu                        | Detroit, Michigan     | Mariée, Novembre 2018    |
| Cameron Hamilton     | 28  | Scientifique des données                    | Lee, Maine            | Marié, Novembre 2018     |
| Amber Pike           | 27  | Ancienne mécanicienne de tank               | Augusta, Géorgie      | Mariée, Novembre 2018    |
| Matthew Barnett      | 27  | Ingénieur                                   | Canton, Géorgie       | Marié, Novembre 2018     |
| Giannina Gibelli     | 25  | Propriétaire d'entreprise                   | Caracas, Venezuela    | Célibataire              |
| Damian Powers        | 27  | Directeur général                           | Heidelberg, Allemagne | Célibataire              |
| Jessica Batten       | 34  | Directeur régional                          | Rock Falls, Illinois  | Séparée au mariage       |
| Mark Cuevas          | 24  | Coach Sportif                               | Chicago, Illinois     | Séparé au mariage        |
| Kelly Chase          | 33  | Coach en santé holistique et autonomisation | Atlanta, Géorgie      | Séparée au mariage       |
| Kenny Barnes         | 27  | directeur commercial                        | Californie            | Séparé au mariage        |
| Diamond Jack         | 28  | Ancienne Danseuse à la NBA                  | Atlanta, Géorgie      | Séparée durant le voyage |
| Carlton Morton       | 34  | Responsable marketing des réseaux sociaux   | Louisiane             | Séparé durant le voyage  |
| Lauren "LC" Chamblin | 26  | Recruteuse / Chargée de compte              | Atlanta, Géorgie      | Pas fiancée              |

## Épisodes
Le 30 janvier 2020, il a été annoncé que la série Love Is Blind serait diffusée sur trois semaines. Les cinq premiers épisodes sont sortis le 13 février, et quatre épisodes la semaine suivante. La finale a été publiée le 27 février 2020.
| №  | Titre                                                   | Première diffusion | Type                             |
| -- | ------------------------------------------------------- | ------------------ | -------------------------------- |
| 1  | L'amour est-il aveugle ?                                | 13 février 2020    |                                  |
| 2  | Veux-tu m'épouser ?                                     | 13 février 2020    |                                  |
| 3  | La première nuit.                                       | 13 février 2020    |                                  |
| 4  | Vacances en amoureux.                                   | 13 février 2020    |                                  |
| 5  | Dernière soirée au paradis.                             | 13 février 2020    |                                  |
| 6  | Home sweet home.                                        | 20 février 2020    |                                  |
| 7  | Mon beau-père et moi .                                  | 20 février 2020    |                                  |
| 8  | Le compte à rebours.                                    | 20 février 2020    |                                  |
| 9  | Dernières fêtes pour la route.                          | 20 février 2020    |                                  |
| 10 | Les mariages.                                           | 27 février 2020    |                                  |
| 11 | Les retrouvailles.                                      | 5 mars 2020        | Episode spécial.                 |
| 12 | "Après l'autel: deux ans plus tard"                     | 28 juillet 2021    | Episode bonus "After The Altar". |
| 13 | "Après l'autel : marié, célibataire et c'est compliqué" | 28 juillet 2021    | Episode bonus "After The Altar". |
| 14 | "Après l'autel: célébrations et confrontations"         | 28 juillet 2021    | Episode bonus "After The Altar". |

## Réalisation

### Tournage
Le tournage a eu lieu à Atlanta, en Géorgie, à partir du 9 octobre 2018, et a duré 38 jours jusqu'aux mariages. Les couples se sont rencontrés face à face le 19 octobre. Les dix jours dans les capsules ont été tournés aux studios Pinewood Atlanta à Fayetteville. Ensuite, après que les couples nouvellement fiancés ont quitté les capsules, le tournage a eu lieu au Grand Velas Riviera Maya à Playa del Carmen, au Mexique, c'est ici que les couples ont appris à se connaître et à vivre ensemble. Les relations qui ont « survécu » au voyage au Mexique sont retournés à Atlanta dans l'immeuble Spectrum on Spring, où ils ont passé le reste du temps à continuer à apprendre à se connaître et rencontrer leurs proches, jusqu'aux mariages. Les mariages ont eu lieu dans deux espaces événementiels appelés Flourish Atlanta et The Estate le 15 novembre 2018.

### Annonces et Communiqués
La bande-annonce de Love Is Blind est sortie le 30 janvier 2020. Avec la bande-annonce, il a été annoncé que la série de dix épisodes serait diffusée sur un calendrier de trois semaines: les cinq premiers épisodes ont été diffusés le 13 février 2020, le prochain quatre le 20 février et la finale le 27 février.
Le 26 février 2020, Netflix a annoncé une réunion spéciale disponible sur YouTube le 5 mars.
En décembre 2023, Netflix annonce l'arrivée d'une saison 6 en février 2024 pendant la Saint-Valentin.

### Engagements non diffusés
Au total, huit couples se sont fiancés parmi les participants. En plus des six couples présentés dans la série, les couples: Westley Baer et Lexie Skipper ainsi que Rory Newbrough et Danielle Drouin se sont également engagés dans la série. Newbrough a déclaré à People : "Alors que nous nous préparions à partir pour le voyage au Mexique, les responsables de l'émission sont arrivés et ont dit:" Hé, nous nous attendions à peut-être un ou deux [engagements]. Les émissions que nous avons faites auparavant, nous n'avons jamais eu autant de succès“. Nous nous sommes préparés à cinq. Puis nous avons eu huit couples, nous avons donc dû choisir qui nous allions suivre. Nous avons récupéré nos téléphones. Ils nous ont gracieusement remerciés et ont dit: "Désolé, nous n'avons tout simplement pas assez pour couvrir tout le monde".
Après s'être engagés dans les capsules, Baer et Skipper ont continué à sortir ensemble pendant trois mois avant de se séparer. Newbrough et Drouin ont fait un voyage d'une semaine à Miami ensemble après s'être fiancés, ils ont rompu après leur retour du voyage et Drouin a décidé de poursuivre une relation avec un autre participant à l'émission, Matt Thomas. Thomas et Drouin se sont également séparés plus tard.

## Informations

### Audiences
Au cours de la semaine de la finale, Love Is Blind est devenu le programme de tendances numéro un de Netflix, probablement en raison de la pandémie de coronavirus 2019-20 qui a obligé les foyers à se confiner. Netflix a enregistré que Love Is Blind avait livré 1,5 million de téléspectateurs pour les cinq premiers épisodes, 1,3 million pour les quatre épisodes suivants et 829 000 pour l'épisode final de sa première semaine complète. Depuis le 14 mars 2025, l'épisode des "retrouvailles" a été visionné par plus de 1,9 million de téléspectateurs sur YouTube. À sa réunion du premier trimestre d'avril 2020, Netflix a signalé que 30 millions de ménages avaient regardé la série.
Le 24 mars 2020, Love Is Blind a été renouvelé pour une deuxième et une troisième saison.

### Critiques
L'agrégateur d'avis Rotten Tomatoes affiche une note d'approbation de 74% basée sur 23 avis, avec une note moyenne de 5.75 / 10. Le consensus critique du site Web se lit comme suit: "Addictif, mais problématique, Love Is Blind est sans aucun doute une frénésie enivrante, mais sa version de la romance est souvent plus toxique qu'aspiratoire.". Metacritic, qui utilise une moyenne pondérée, a attribué un score de 62 sur 100 sur la base de neuf critiques, indiquant des "critiques généralement favorables" .
Tricia Crimmins de Mashable a passé en revue les cinq premiers épisodes de Love Is Blind après leur sortie initiale le 13 février. La comparant à The Bachelor, Crimmins a appelé la série "l'expérience de télé-réalité bizarre dont vous aviez envie". Elle commente que vous ne savez jamais ce que les couples feront ensuite, même jusqu'à l'autel du mariage, ce qui rend la série "inoffensive, divertissante et satisfaisante" .
Lucy Mangan de The Guardian a donné à Love Is Blind une note de 2 sur 5 étoiles, la qualifiant de toxique, révoltante, mais extrêmement addictive. Elle dit que Love Is Blind est le dernier clou du cercueil de l'humanité; cependant, en ce qui concerne la télé réalité, elle déclare que c'est bon parce qu'elle "exploite les faiblesses émotionnelles, profane le sacré, rend le public privé et précieux et sans valeur et le transforme en appâts ""voyeuristes"" ". Malgré tout cela, elle recommande l'émission comme une frénésie de télévision de réalité décontractée, similaire à The Bachelor.
Kristen Baldwin de Entertainment Weekly a qualifié la série d '"intensément tragique mais fascinante". Elle a critiqué la série, affirmant que les quatre premiers épisodes des capsules semblaient nouveaux et frais, mais une fois que les couples fiancés entraient dans le monde réel, cela ressemblait à une autre mauvaise émission de télé-réalité. Baldwin a également qualifié cela de déprimant, citant les candidats qui disaient toujours: "Si je ne me marie pas maintenant, je ne le ferai jamais." Dans l'ensemble, Baldwin a attribué à Love Is Blind une note C +.